# 火星土壤

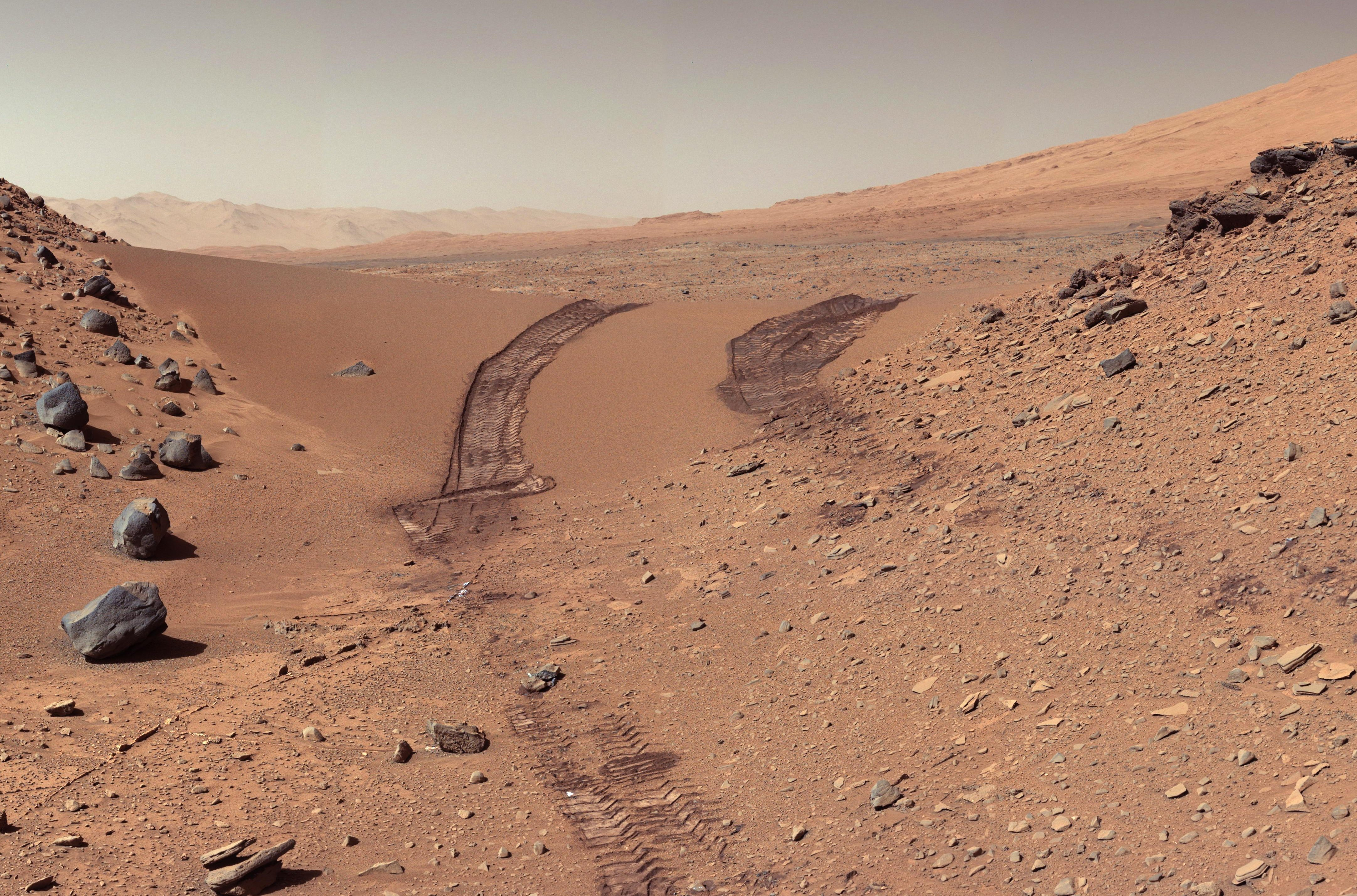
2014年2月9日，“好奇号”穿越“野狗峡”沙丘后看到的火星土壤和巨石(图像已转换为类似地球大气层视图，原始图像)。

火星土壤（Martian soil）是在火星表面发现的细粒表岩屑，它的特性可能与地球土壤的特性有明显差异，包括因高氯酸盐的存在而产生的毒性。“火星土壤”这一术语通常指更细的表岩屑，到目前为止，还没有采集的样本被发回地球，这将是火星采样返回任务的目标，但目前已通过火星车和轨道器对火星土壤进行了远程研究。
在地球上，“土壤”一词通常含有有机成分。相比之下，行星科学家采用了土壤的功能定义来将它们与岩石区分开来。岩石通常是指具有高热惯性的 10 厘米大小和更大材料（如碎块、角砾岩和裸露的露头），其面积分量与海盗号红外热成像仪 (IRTM) 数据一致，且在当前风成条件下不可移动。因此，岩石被归类为超过温氏分级表上鹅卵石大小的颗粒。
这一方法使得火星遥感能在从伽马射线到无线电波范围内的电磁频谱保持一致。“土壤”一般是指其他所有松散未固结、能被风刮起的细粒物质。因此，土壤包括了在着陆点识别到的各种表岩屑成分，典型的种类包括：底床沉积层（bedform armor）、岩粒、结核、漂移物、尘埃、岩石碎屑和沙子。功能定义强化了最近提出的一种类地天体（包括小行星和卫星）土壤的通用定义，即一种松散、化学风化的细粒矿物或有机材质表层，厚度超过厘米级，含有或不含粗糙成分和胶结部分。
火星尘埃通常意味着比火星土壤（直径小于30微米的碎屑）更细的物质，但由于目前的文献尚缺乏完整的土壤概念，因此对土壤定义的意义仍存在分歧。行星科学界现已普遍采用“植物生长介质”这一实用定义，但一种更复杂的定义将土壤描述为行星体表面的“（生物）地球化学/物理变化物质，其中包括外星地表的大地沉积物”。该定义强调，土壤是一种保留相关环境历史信息的物体，无需生命的存在就可以形成。

## 毒性
由于含氯的高氯酸盐化合物浓度相对较高，火星土壤具有毒性。氯元素是在旅居者号火星车的局部调查中首次发现的，并已得到勇气号、机遇号和好奇号的证实。火星奥德赛号轨道器还检测到穿过行星表面的高氯酸盐。
美国宇航局凤凰号着陆器首次探测到氯基化合物，如高氯酸钙。在火星土壤中检测到的含量约为0.5%，这一水平被认为对人类有毒，同样，这些化合物对植物也有害。2013年的一项地面研究发现，当达到火星上所发现浓度的相似水平（0.5克/升）会导致：
- 植物叶片中叶绿素含量显著下降；
- 植物根系氧化能力降低；
- 植物的地上和地下尺寸缩小；
- 叶子中浓缩的高氯酸盐会积累。

报告指出，所研究的植物种类之一—凤眼蓝似乎对高氯酸盐具有抗性，可用来帮助清除环境中的有毒盐，尽管植物本身最终会含有高浓度的高氯酸盐。另有证据表明，一些细菌能够克服高氯酸盐，甚至靠它们生存，但抵达火星表面的高强度紫外线附加效应会打破分子键，产生更危险的化学物质。地球实验室进行的试验表明，这些化学物质对细菌的致命性比单纯的高氯酸盐还要高。

### 粉尘危害
美国宇航局早就认识到火星尘埃对人类健康的潜在危险，2002年的一项研究警告了潜在的威胁，并使用火星上最常见的橄榄石、辉石和长石等硅酸盐进行了研究。发现尘埃与少量水发生反应，会产出生高度反应的分子，这些分子在石英开采中也会产生，已知会使地球上的矿工罹患呼吸系统疾病，包括癌症（研究还指出，月球尘埃可能更糟）。
在此之后，自2005年以来，美国宇航局火星探测计划分析小组（MEPAG）一直致力于确认尘埃对人类可能产生的有害影响。2010年，该专家组注意到，尽管凤凰号着陆器和勇气号与机遇号火星车有助于解答这一问题，但这些探测器上的仪器都不适合测量倍受关注的特定致癌物。火星2020漫游车是一项天体生物学探测任务，它还将进行测量，以帮助未来人类探险设计者了解火星尘埃所能造成的所有危害。它应用了以下相关工具：
- 火星环境动态分析仪（MEDA）是一套大气传感器，用于测量各种物体，包括辐射、尘埃大小及形状。
- X射线岩石化学行星仪（PIXL），一台用于精确测定火星表面材料中元素成分的X射线荧光光谱仪[11][12]。
- 歇洛克仪（SHERLOC），一种紫外线拉曼光谱仪，使用精密成像和紫外激光精确测定矿物 [13][14]。

火星2020探测车任务会暂存样本，这些样本有可能被未来的任务回收，然后运送到地球。地球上的实验室可解决任何尚未在原位得到解答的有关粉尘毒性的问题。

## 观察

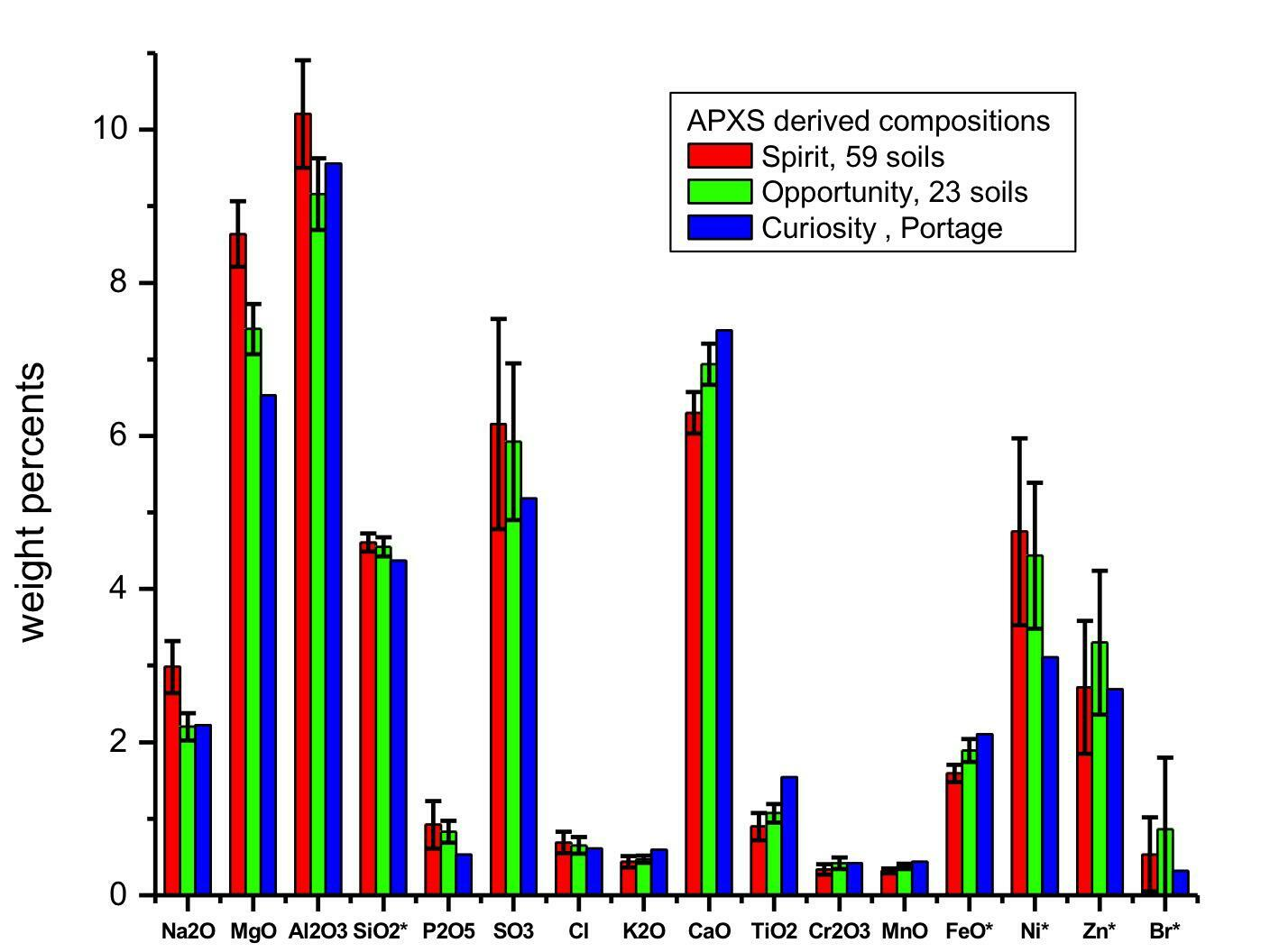
2012年12月3日，“好奇号”、“机遇号”和“勇气号”探测车采集的火星土壤样本比较（二氧化硅(SiO_{2})、氧化铁(FeO)除以10；镍(Ni)、锌(Zn)和溴(Br)乘以100）。

火星被广袤的沙尘所覆盖，表面布满了岩石和巨石，全球范围内的尘卷风偶尔也会卷起沙尘。火星上的尘埃非常细小，大量的残余物悬浮在大气层中，使天空呈现红色。红色色调是由可能形成于几十亿年前的生锈铁矿物所致，当时火星环境还很温暖潮湿，但现在已非常寒冷干燥，现代的铁锈可能是由于暴露在太阳光紫外线下的矿物形成的超氧化物。据信，由于当今时代的大气密度非常低，沙子在火星风中只能缓慢漂移。过去，沟壑和河谷中流动的液态水可能形成了火星的表岩屑。火星研究人员正在研究地下水的侵蚀是否正在形成当今时代的火星表土，以及火星上是否存在二氧化碳水合物并在发挥着作用。

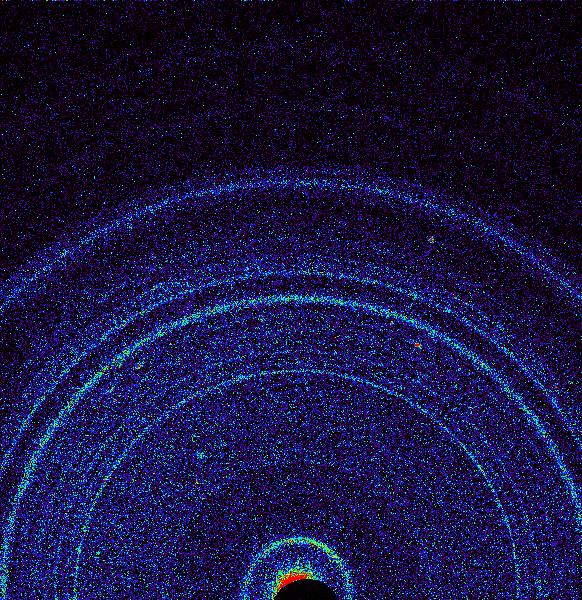
首张火星土壤的X射线衍射图-化学矿物分析仪显示了长石、辉石和橄榄石及更多的矿物（2012年10月17日，好奇号漫游车在“石巢”）。

据分析，在火星赤道部分表土中以及高纬度地区的表面仍冻结有大量的水和二氧化碳冰。根据火星奥德赛号探测器高能中子检测器数据显示，火星表土中的含水量按重量计高达5%。橄榄石是一种易风化的原生矿物，它的存在意味着目前火星上占主导地位的是物理风化而非化学风化过程；土壤中高密度的冰被认为是导致土壤加速蠕变的原因，这形成了火星中纬度区的圆形“软化地形”特征。
2008年6月，凤凰号着陆器传回的数据显示，火星土壤呈微碱性，含有镁、钠、钾和氯等重要营养素，所有这些都是地球上有机生物体生长的成分。科学家们将火星北极附近的土壤与地球上后院花园中的土壤进行了比较，得出的结论认为它们可能适合植物生长。然而，2008年8月，凤凰号着陆器进行了简单的化学实验，将来自地球上的水与火星土壤混合，试图测试其pH值时，发现了高氯酸盐的痕迹，同时也证实了许多科学家的理论，即火星表面碱性度偏高，测量值为8.3，高氯酸盐的存在使火星土壤比以前认为的更具异域性（见毒性一节）。有必要进行进一步的测试，以消除高氯酸盐读数由地球来源引起的可能性，当时人们认为这些来源可能是从航天器迁移到样本或仪器中。但是，每一台新的着陆器都在当地土壤中确认了它们的存在，而火星奥德赛号轨道器则检测出它们分布于整个火星表面

火星“萨顿内露层”土壤-2013年5月11日，“好奇号”火星车化学相机激光器的目标。

虽然当前对火星土壤的了解极为初级，但它们的多样性可能会引发一个问题，即我们如何将它们与地球的土壤进行比较。应用基于地球的系统在很大程度上具有争议性，一种简单的选择是从非生物太阳系中剔除出（大部分）生物性地球，并将所有非地球土壤纳入新的《世界土壤资源参考基础》参考组或美国新分类法序列，可暂时称之为天体土壤[。
2012年10月17日，“好奇号”火星车在“石巢”对火星土壤进行了第一次X射线衍射分析，结果揭示了存在包括长石、辉石和橄榄石等在内的多种矿物，并表明样品中的火星土壤与夏威夷火山的“风化玄武质土壤”相类似。自1998年以来，夏威夷火山灰一直被研究人员用作火星表土模拟物。
2012年12月，参与火星科学实验室任务的科学家宣布，“好奇号”火星车对火星土壤进行的全面分析，显示了火星上水分子、硫、氯的证据以及存在有机化合物的迹象 ，但不排除有机化合物来源于地球的污染。
2013年9月26日，美国宇航局科学家报告说，火星“好奇号”探测车在盖尔撞击坑埃俄利斯沼石巢地区的土壤样本中检测到“丰富、易于获取”的火星上的水（重量百分比为1.5%至3%）。此外，美国宇航局报告说，好奇号探测车发现了两种主要的土壤类型：细粒铁镁质类和局部衍生的粗粒长英质类，铁镁质类型与其他火星土壤和尘埃类似，与土壤非晶相水化有关。此外，在好奇号火星车着陆点（以及早期更靠近极地的凤凰号着陆器登陆点）发现了高氯酸盐，它的存在可能使与生命相关的有机分子检测变得困难，这也表明“这些盐类分布于全球范围”。美国宇航局还报告说，“好奇号”在前往格莱内尔格的途中遇到了一块岩石—杰克·马蒂耶维奇，一种橄榄粗安岩，与地球上的非常相似。
2019年4月11日，美国宇航局宣布，“好奇号”火星车钻探并仔细研究了一处“含粘土单元”，根据火星车项目管理人的说法，这是“好奇号”攀登夏普山之旅的一个“重要里程碑”.

“好奇号”钻探的一处“含粘土单元”。

人类将需要就地资源来开拓火星，这需要了解当地未固结的大片沉积物，但此类沉积物的分类仍在进行中。目前对整个火星表面的了解还太少，无法绘制出足够具有代表性的地图。同时，使用“土壤”一词来表示火星上未固结的沉积物是正确的。

## 大气尘埃

2020年8月9日，“好奇号”火星车观察到的火星尘暴。

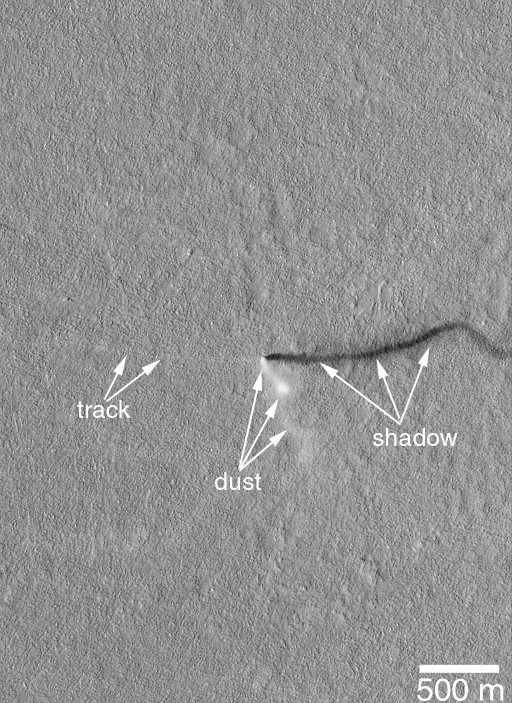
2001年4月10日，亚马逊平原上的火星尘暴(另外) (视频(02:19))。

火星上，同样大小的尘埃会比在地球上更快地从稀薄的大气中沉落下来，例如，2001 年全球沙尘暴造成的尘埃在火星上大气层中停留了0.6 年，而皮纳图博火山的尘埃大约需要两年时间才能落到地面 。然而，在目前的火星条件下，所卷入的运动质量通常比地球上要小得多。即使是2001年火星全球沙尘暴期间也只相当于移动了一层极纤薄的沙尘层—如以赤道南北58度之间均匀的沉积厚度算，大约只有3微米厚。在两辆火星车地点的尘埃沉积速度大约为每100个火星时一个颗粒的厚度。
地球大气和火星大气层中尘埃密度的差异源于一种关键因素，在地球上，悬浮在空气中的尘埃通常通过土壤水分的作用聚集成更大的颗粒或悬浮在海水中，这得益于地球大部分表面都被液态水覆盖，而火星上这两种情况都不会发生，因而使得沉积的尘埃可以重新悬浮在火星大气中。事实上，火星大气尘埃的成分—与火星表面尘埃非常相似—火星全球探勘者号热辐射光谱仪观察到，在体积上可能主要由斜长石和沸石的混合物构成，这些混合物可从火星玄武岩中机械性衍生，并无化学蚀变过程。对火星探测车上磁性尘埃收集器的观察表明，大气尘埃中约45%的铁元素被最大程度地 (3+) 氧化，其中近一半存在于钛磁铁矿中。这两者都与尘埃的机械衍生相一致，水分变化仅限于表面水膜。总的来说，这些观察结果支持火星上不存在由水驱动的尘埃聚集过程。此外，目前火星表面主要是风活动，火星丰富的沙丘也很容易通过大颗粒碰撞分裂为小颗粒的方式产生出悬浮在大气中的微粒。
火星大气中尘埃颗粒的直径一般为 3 微米，需要注意的是，虽然火星的大气层较薄，但火星的重力加速度也较低，因此仅凭大气层厚度无法估计悬浮粒子的大小。微粒中的静电和范德华力作用，给计算带来了额外的复杂性。综合了所有相关变量的严谨模拟表明，直径3微米的颗粒可在大部分风速下无限期地保持悬浮，而直径20微米的颗粒在风湍流低至2米/秒−1可从地面进入悬浮状态或在0.8米/秒−1时保持悬浮状态
。
2018 年 7 月，研究人员报告说，火星上最大的单一尘埃源来自梅杜莎槽沟层。

2018年7月火星尘暴前后

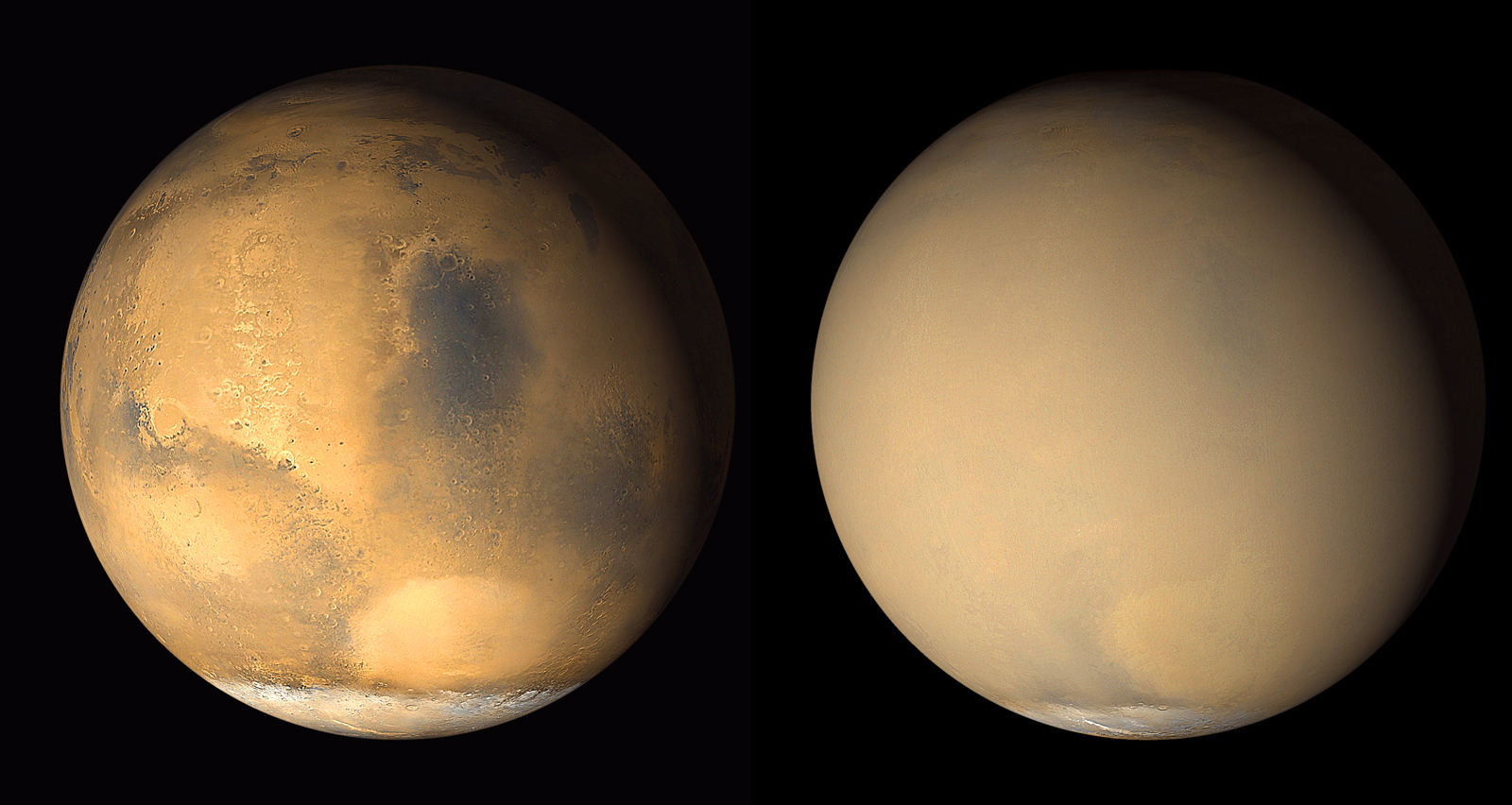
2001年6月没有沙尘暴的火星（左图）和2001年7月全球沙尘暴的火星（右图），火星全球探勘者号拍摄。

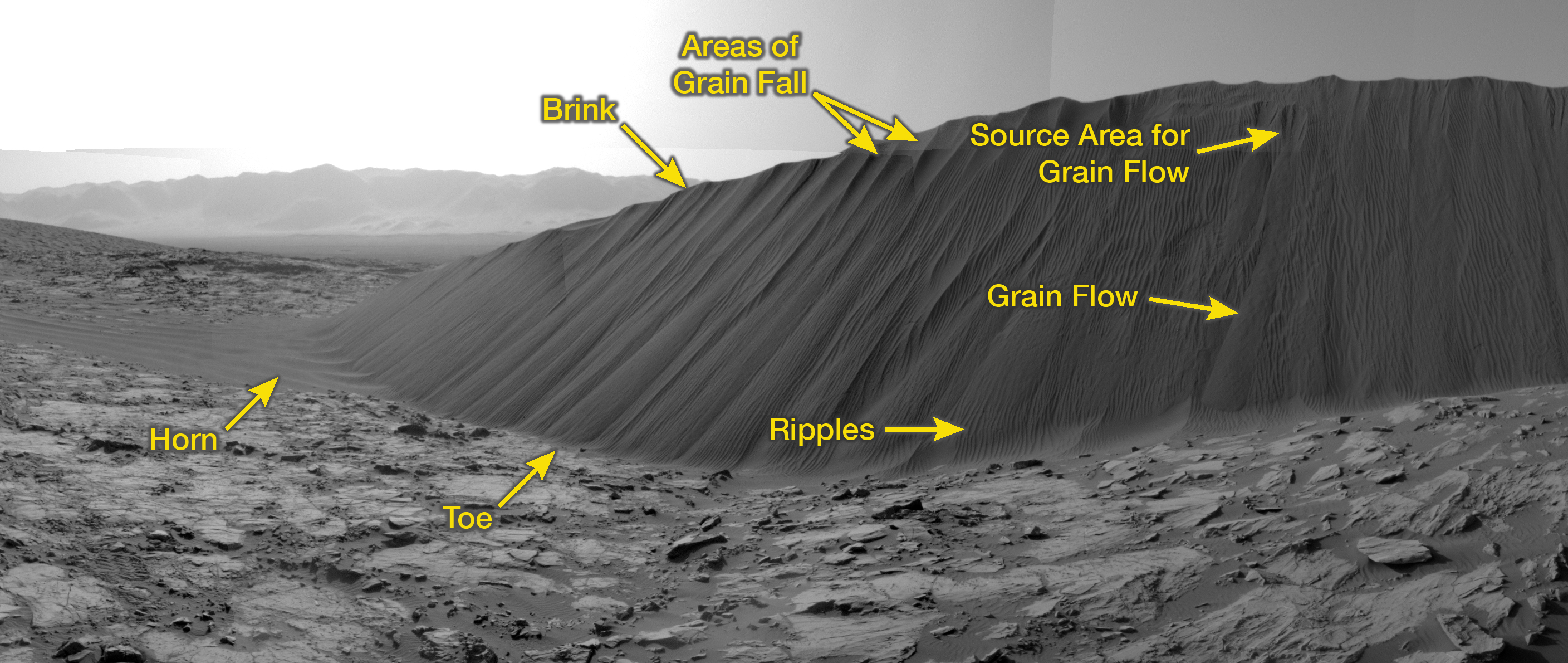
火星纳米布沙丘 (下风侧)
(好奇号 火星车; 2015年12月17日)。

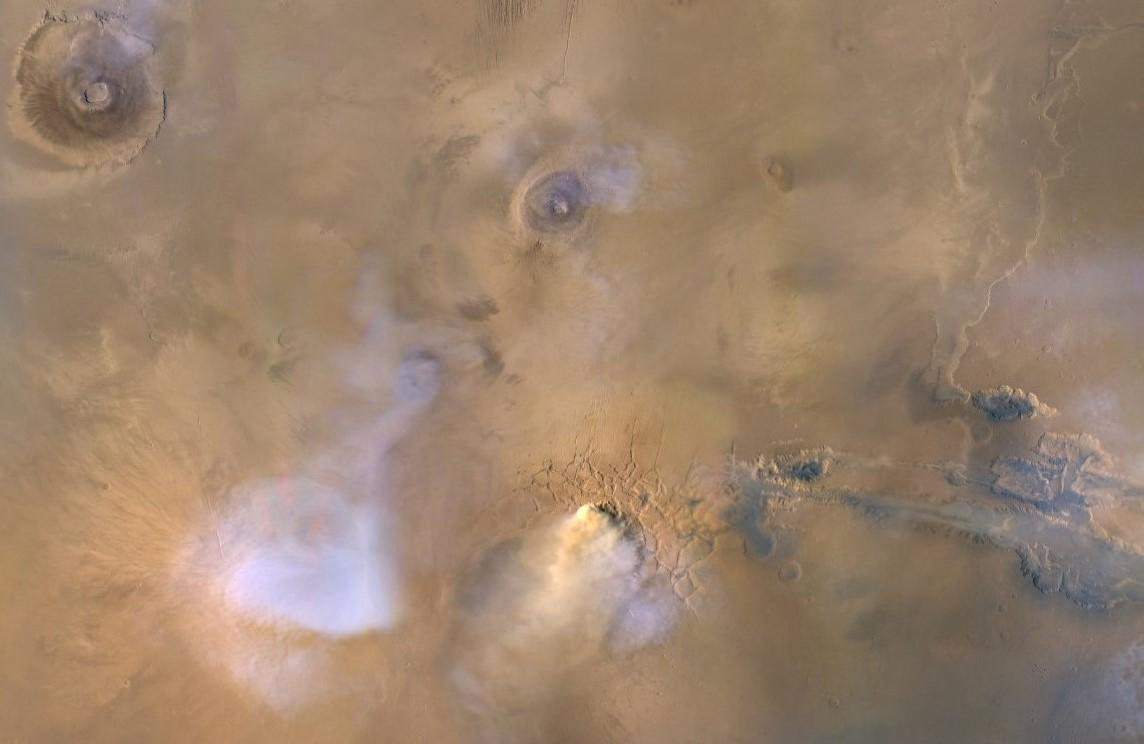
沙尘暴的侵蚀

## 地球上的研究

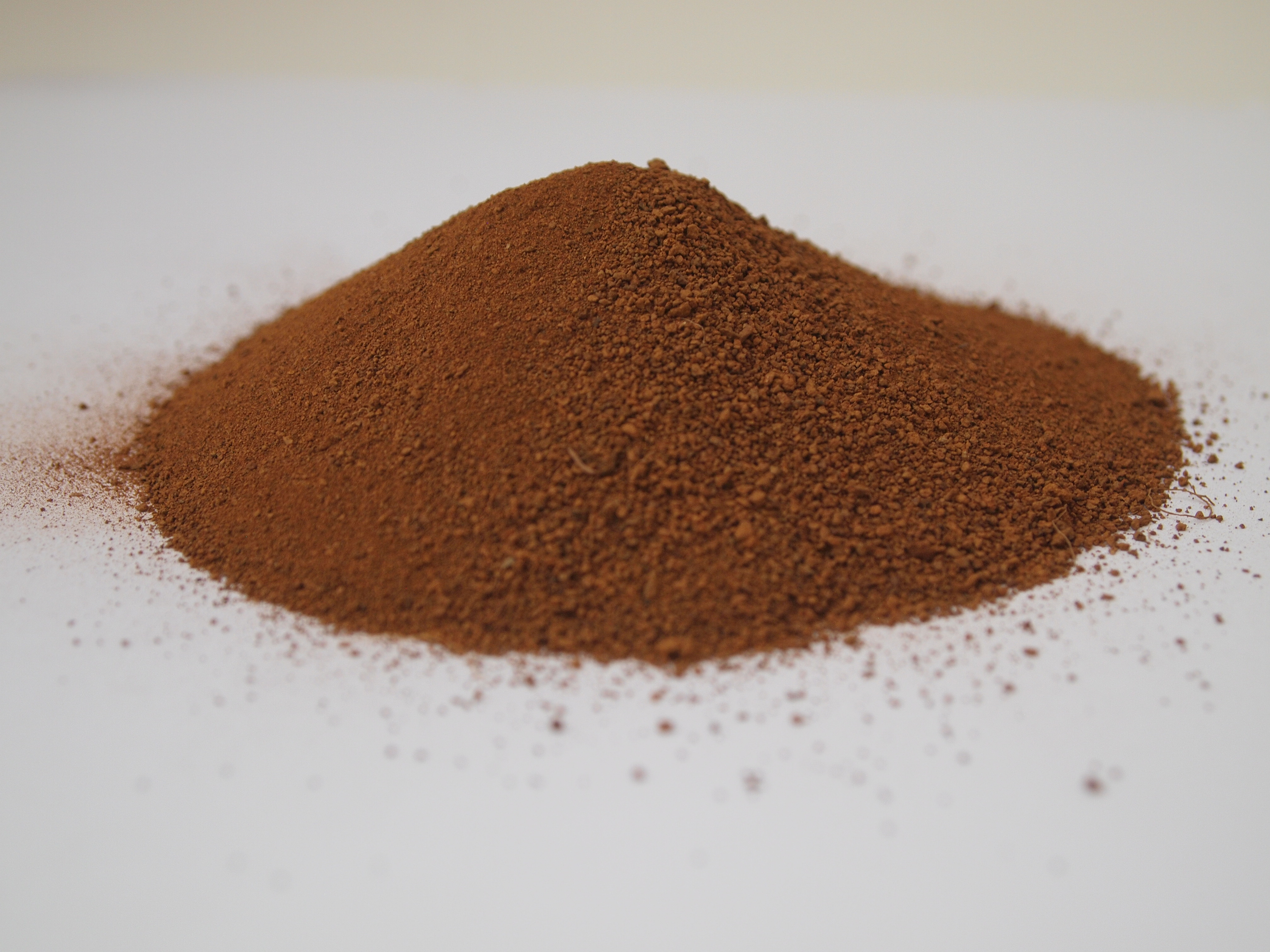
一小堆“约翰逊太空中心火星-1A”土壤模拟物

目前在地球上的研究仅限于使用火星土壤模拟物，这些模拟物基于各种火星航天器的分析。它们只是一种模拟火星表岩屑化学和机械特性的地球材料，用来研究、实验和原型测试与火星土壤相关的活动，如运输设备、先进生命保障系统和现场资源利用的防尘措施。
一系列的火星采样返回任务目前已在规划，这将能在地球上对实际的火星土壤进行比火星表面原位更先进的分析和更精准的模拟。这些任务是一项首先开始于火星2020着陆器的多部分任务，将在很长一段时间内收集样本。然后，由第二架着陆器将收集的样本带回地球。 

## 图集

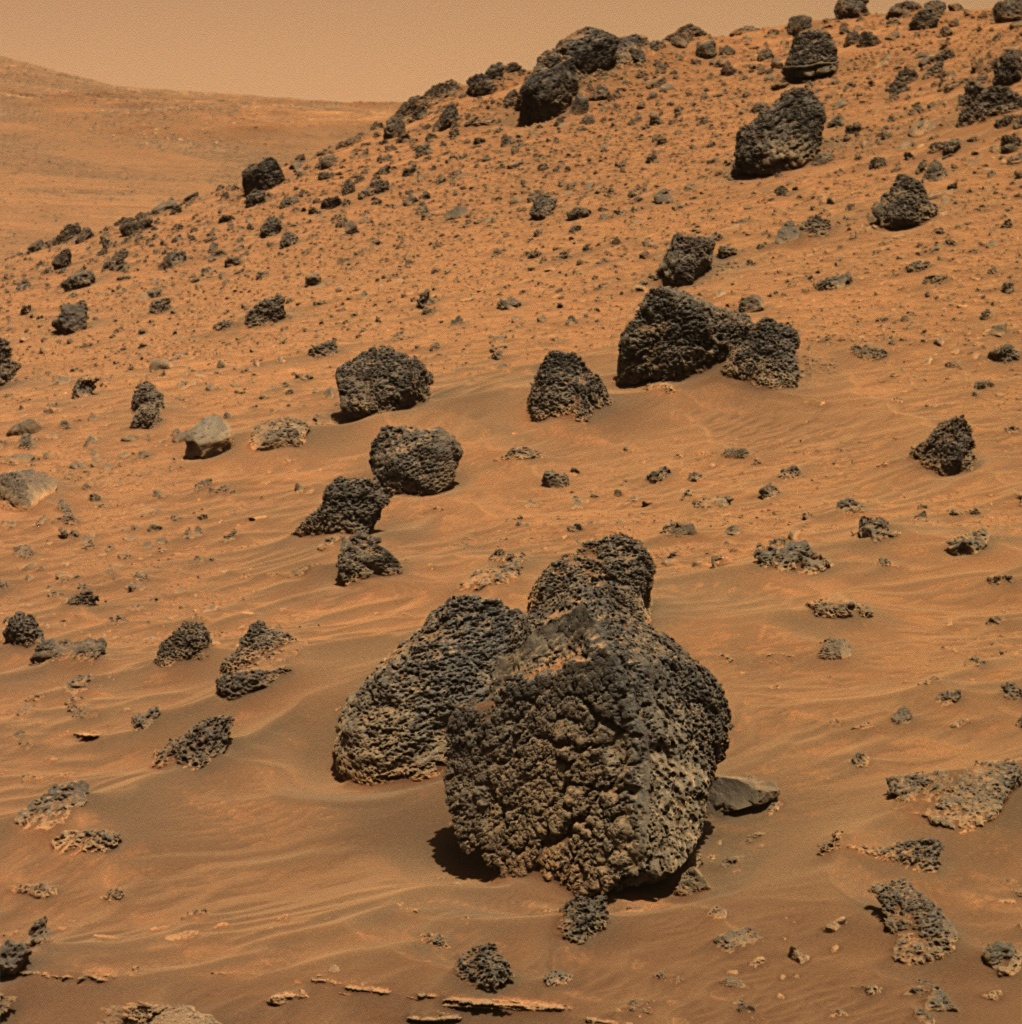
2012年9月12日，“好奇号”观察的“霍塔”岩石露头(特写 （页面存档备份，存于）; 立体)。
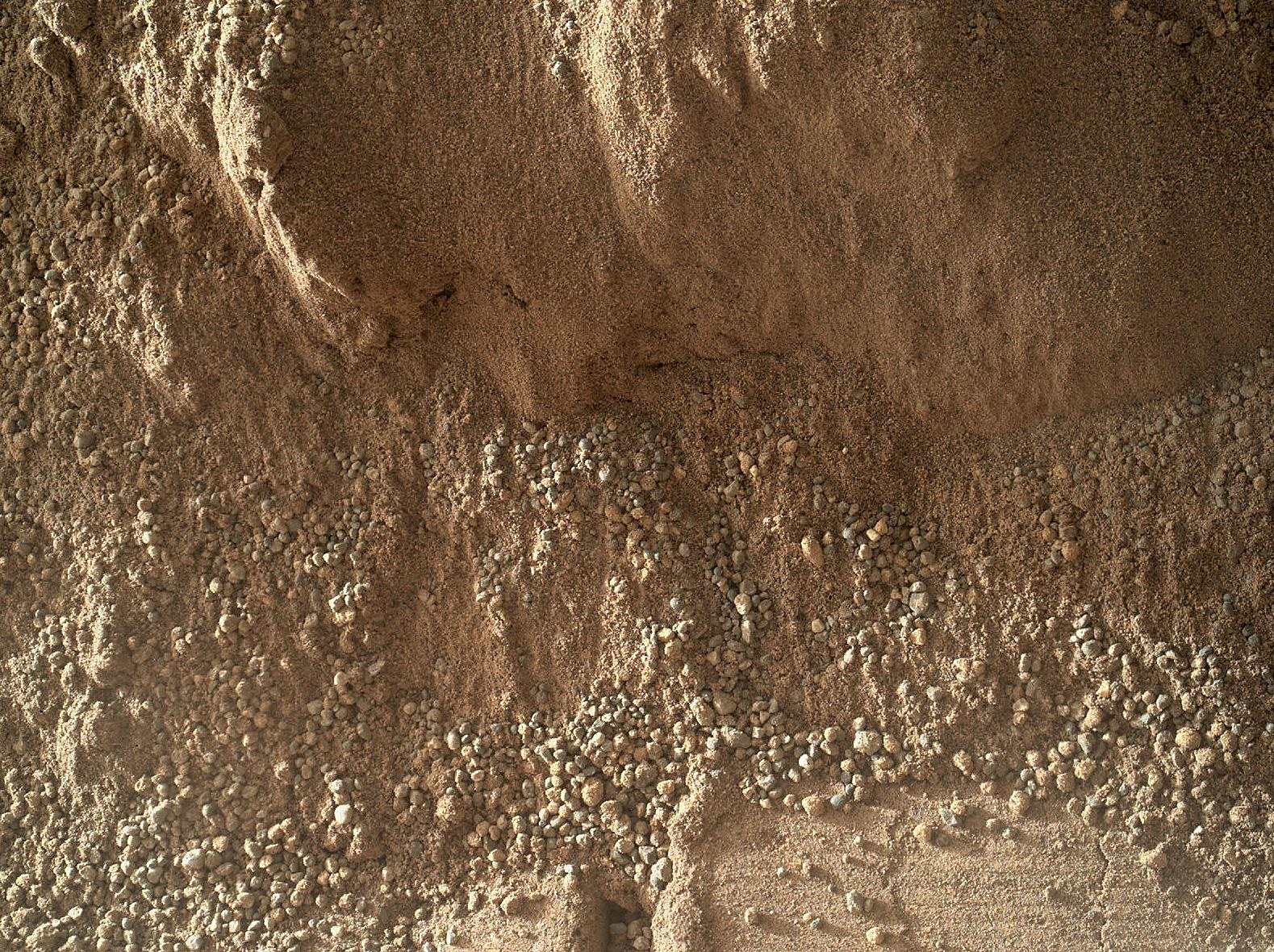
火星“石巢”沙地–“好奇号”火星车在火星“石巢”沙地上留下的挖痕（2012年10月4日火星手部透镜成像仪拍摄）。
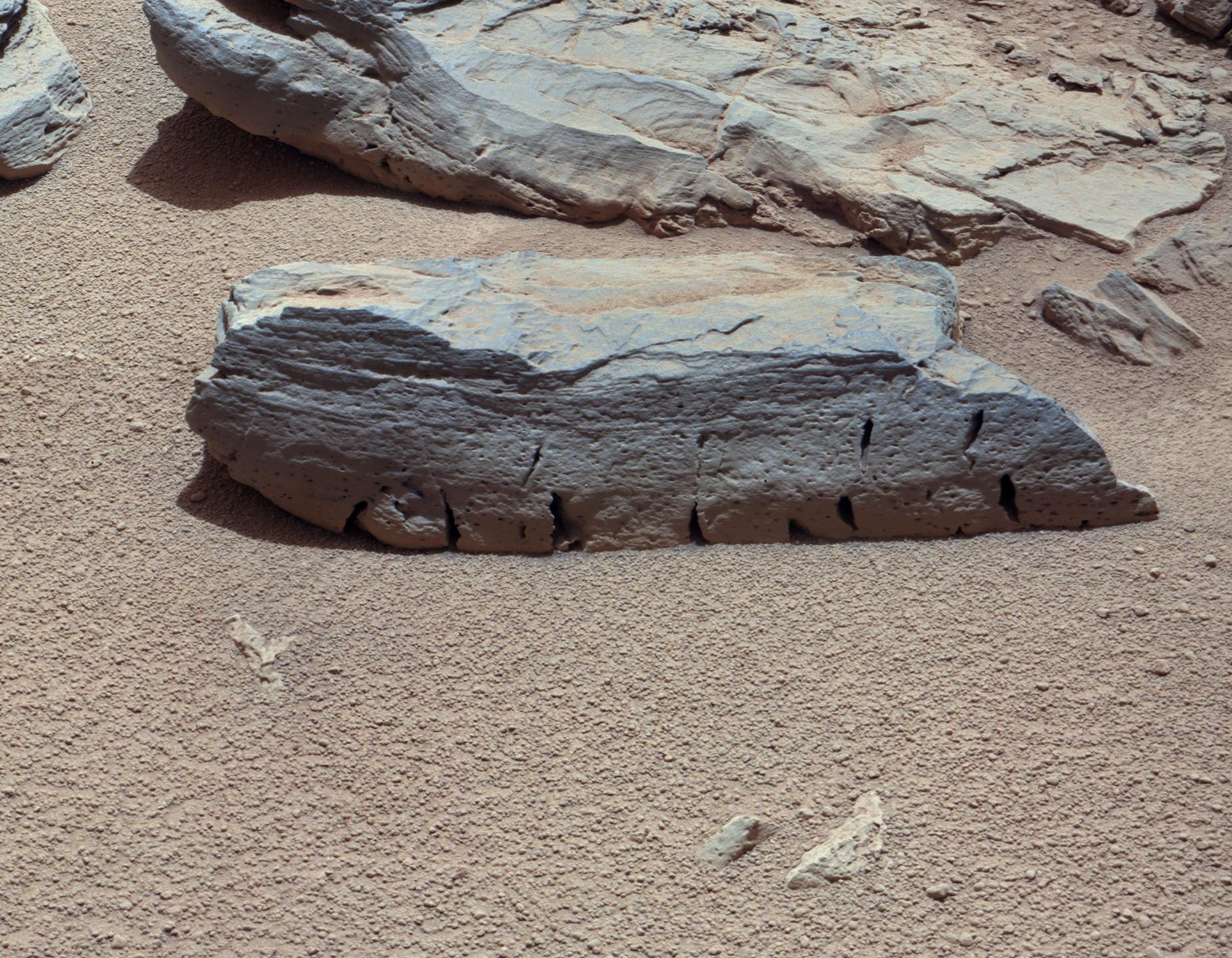
2012年10月5日，“好奇号”桅杆相机拍摄的火星“石巢3号”岩石。
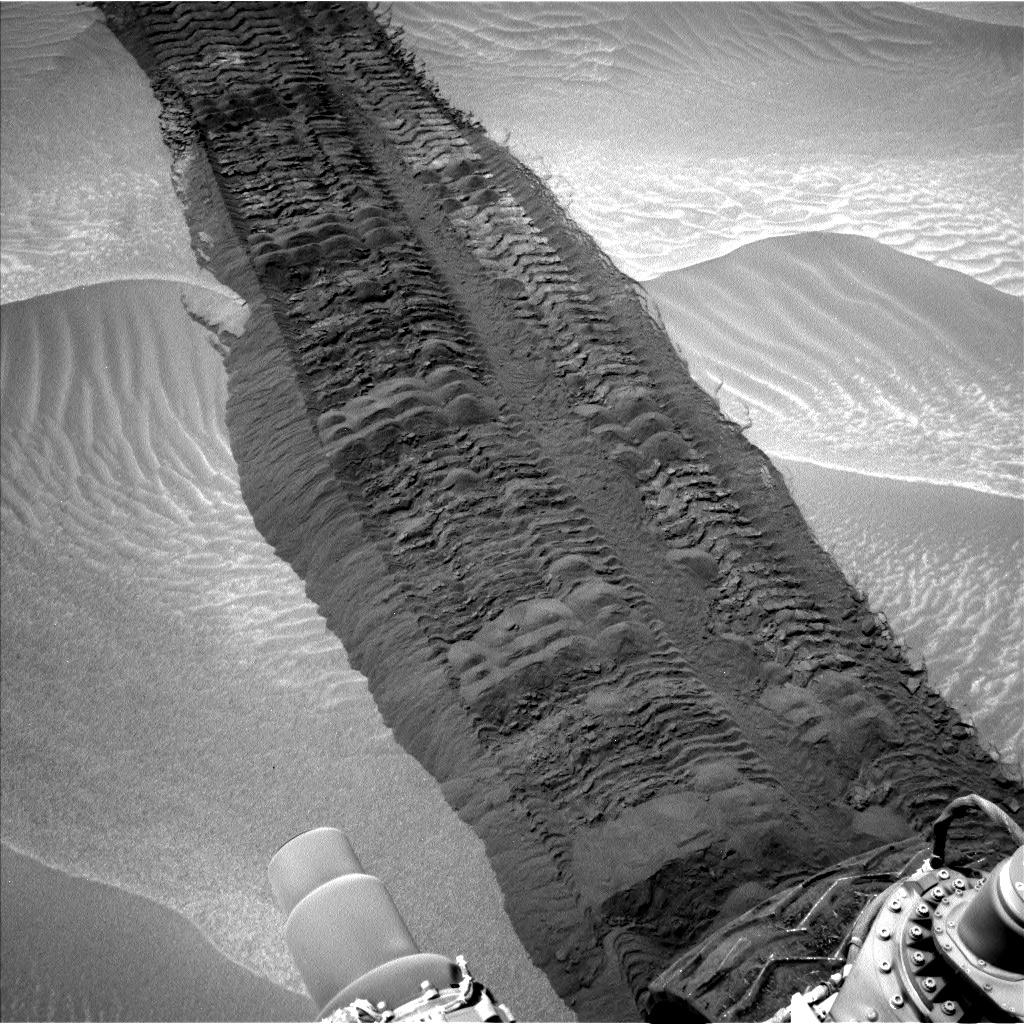
2014年8月4日，“隐秘谷”沙地上“好奇号”火星车的车辙印迹。
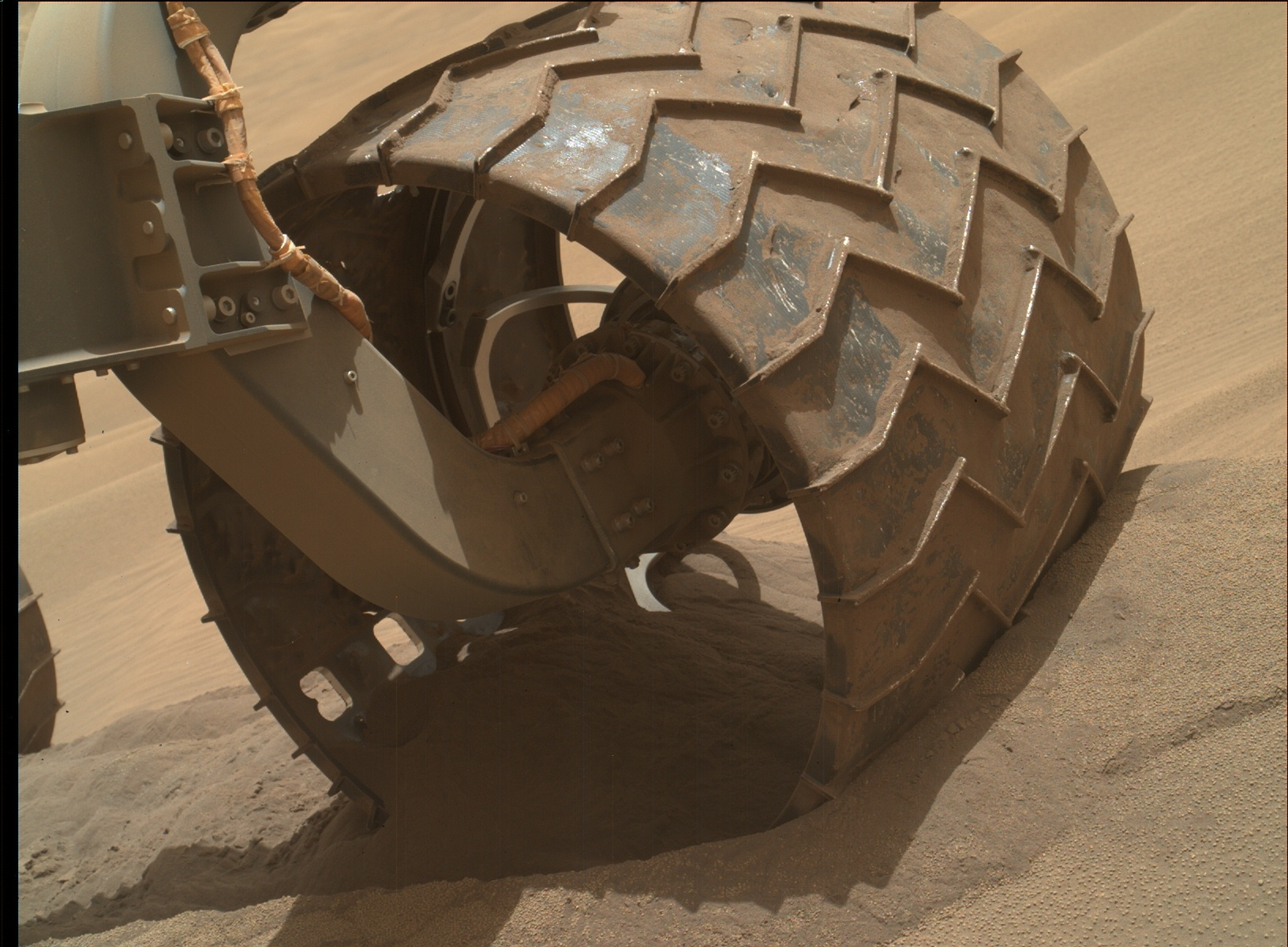
2014年8月6日，“好奇号”火星车车轮部分没入进隐秘谷沙子中。

2017年1月23日，“好奇号”观察到的火星上移动的沙子。
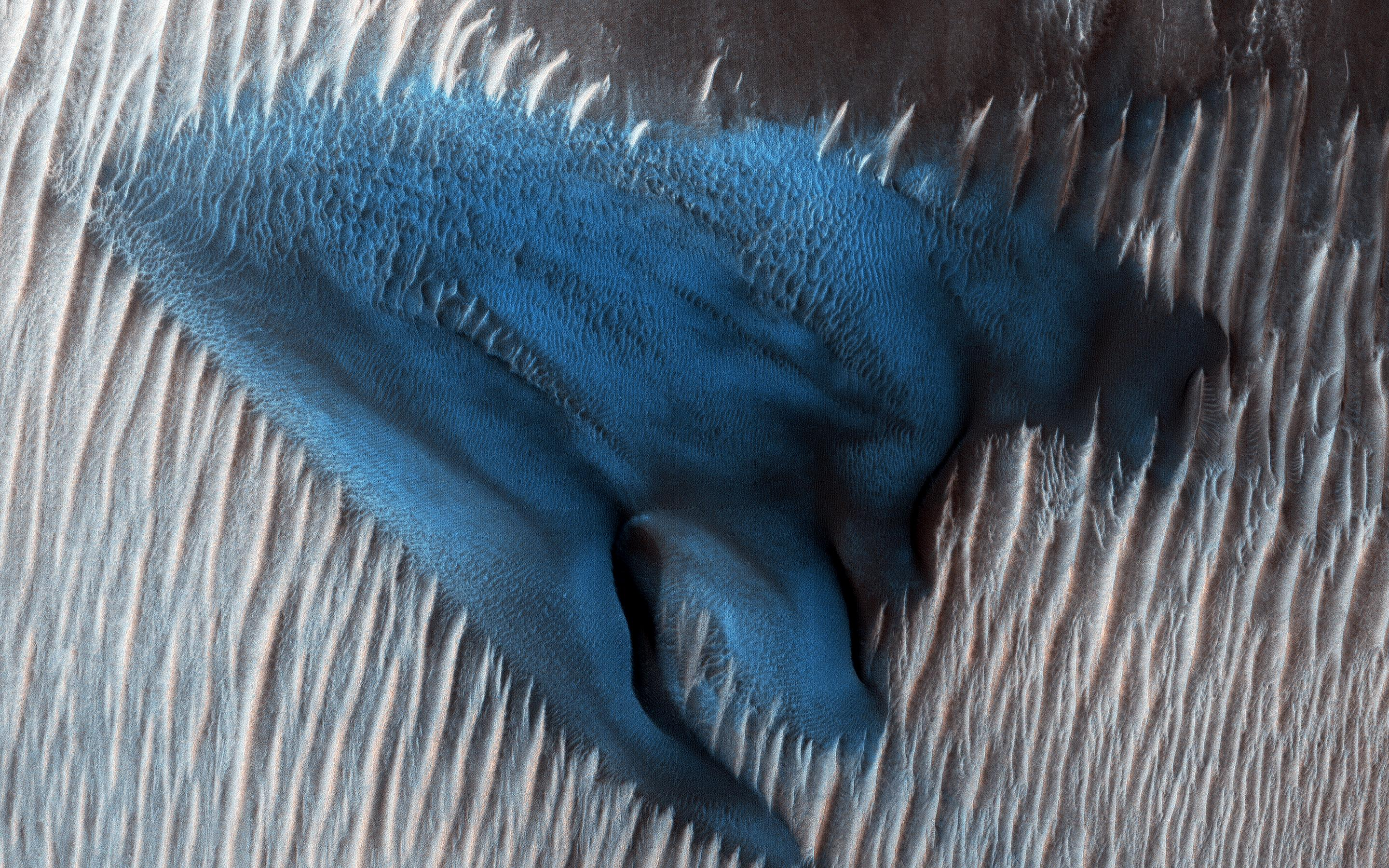
火星上蓝色的沙丘 (January 24, 2018).
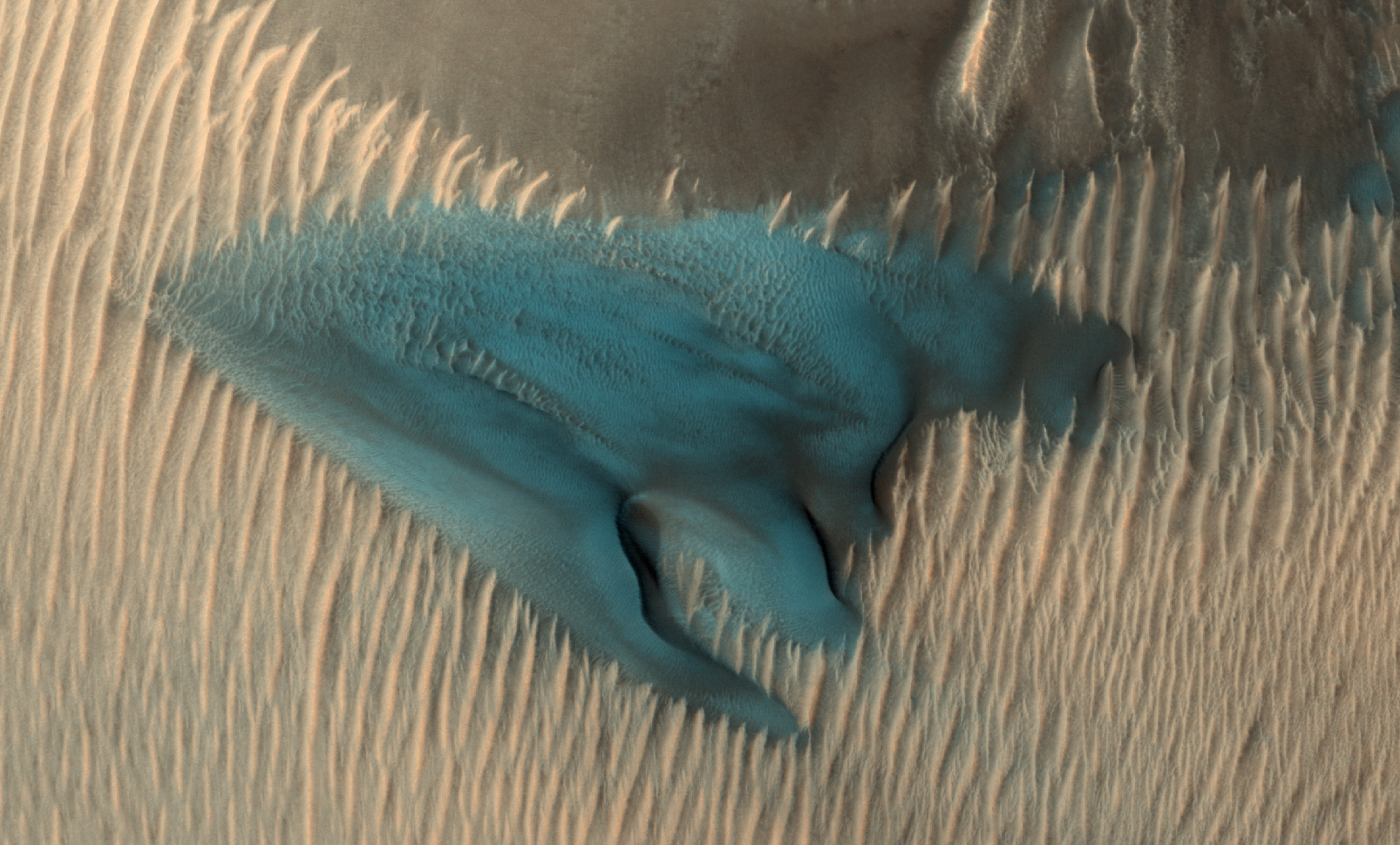
火星上蓝色的沙丘 (增强色；2018年1月24日)
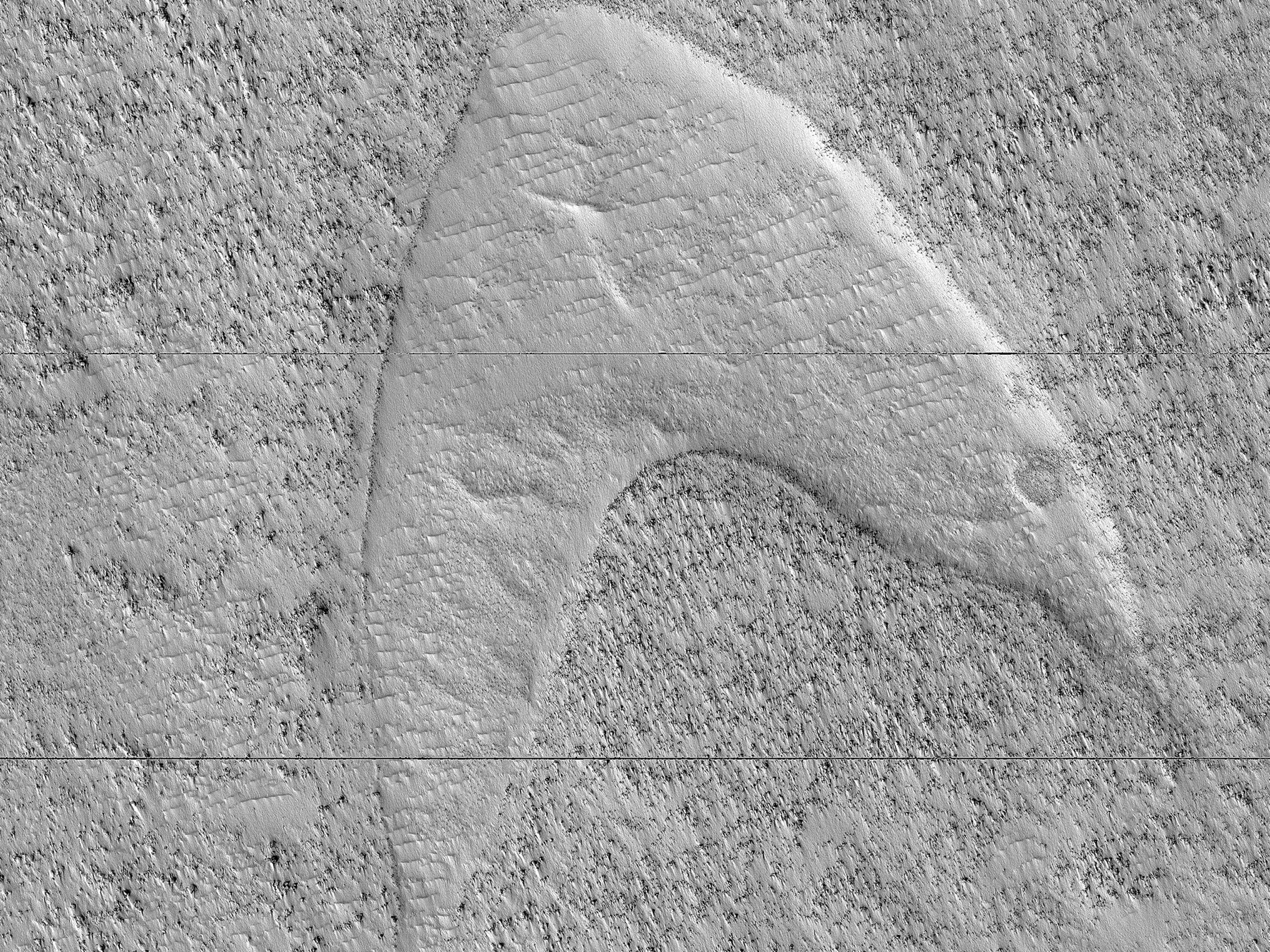
看上去像“星际迷航”中星际舰队标志的沙丘[49][50]。

## 另请查看
- 埃俄利斯区
- 火星碳酸盐
- 火星成分
- 盖尔撞击坑
- 火星地质
- 火星岩石列表
- 火星表土模拟
- 火星矿物
- 来自火星探测车任务的科学信息
- 火星水文

## 参引文献
1. 1 2  Certini, Giacomo; Ugolini, Fiorenzo C. . Geoderma. 2013, 192: 378–379. Bibcode:2013Geode.192..378C. doi:10.1016/j.geoderma.2012.07.008.
2. 1 2 3  Karunatillake, Suniti; Keller, John M.; Squyres, Steven W.; Boynton, William V.; Brückner, Johannes; Janes, Daniel M.; Gasnault, Olivier; Newsom, Horton E. . Journal of Geophysical Research. 2007, 112 (E8): E08S90. Bibcode:2007JGRE..112.8S90K. doi:10.1029/2006JE002859 .
3. ↑  June 2013, Leonard David 13. . Space.com.   [2021-04-28]. （原始内容存档于2020-11-20） （英语）.
4. 1 2  . space.com.   [2018-11-26]. （原始内容存档于2020-11-20）.
5. ↑  He, H; Gao, H; Chen, G; Li, H; Lin, H; Shu, Z. . Environmental Science and Pollution Research International. 2013-05-15, 20 (10): 7301–8. PMID 23673920. S2CID 21398332. doi:10.1007/s11356-013-1744-4.
6. ↑  Heinz, Jacob; Waajen, Annemiek C.; Airo, Alessandro; Alibrandi, Armando; Schirmack, Janosch; Schulze-Makuch, Dirk. . Astrobiology. 2019-11-01, 19 (11): 1377–1387  [2021-09-08]. ISSN 1531-1074. PMC 6818489 . PMID 31386567. doi:10.1089/ast.2019.2069. （原始内容存档于2021-07-27） （英语）.
7. ↑  Heinz, Jacob; Krahn, Tim; Schulze-Makuch, Dirk. . Life. 2020-04-28, 10 (5): 53  [2021-09-08]. ISSN 2075-1729. PMC 7281446 . PMID 32353964. doi:10.3390/life10050053. （原始内容存档于2021-11-18） （英语）.
8. ↑  . The Guardian.   [2018-11-26]. （原始内容存档于2021-02-18）.
9. ↑  Hecht, Jeff. . New Scientist. 2007-03-09, 225 (Earth & Planetary Sciences Letters): 41  [2018-11-30]. （原始内容存档于2021-04-14）.
10. ↑  . Mars Exploration Program Analysis Group. NASA Jet Propulsion Laboratory.   [2018-11-30]. （原始内容存档于2021-07-25）.
11. ↑  Webster, Guy. . NASA. 2014-07-31  [2014-07-31]. （原始内容存档于2014-08-02）.
12. ↑   (PDF). （原始内容 (PDF)存档于2014-08-08）.
13. ↑  Webster, Guy. . NASA. 2014-07-31  [2014-07-31]. （原始内容存档于2020-06-26）.
14. ↑   (PDF).   [2021-09-08]. （原始内容存档 (PDF)于2020-09-28）.
15. 1 2  Brown, Dwayne; Webster, Guy; Neal-Jones, Nancy. . NASA. 2012-12-03  [2012-12-03]. （原始内容存档于2012-12-05）.
16. 1 2  Chang, Ken. . New York Times. 2012-12-03  [2012-12-03]. （原始内容存档于2012-12-04）.
17. ↑  Yen, A.S.; Kim, S.S.; Hecht, M.H.; Frant, M.S.; Murray, B. . Science. 2000, 289 (5486): 1909–12. Bibcode:2000Sci...289.1909Y. PMID 10988066. doi:10.1126/science.289.5486.1909.
18. 1 2  Brown, Dwayne. . NASA. 2012-10-30  [2012-10-31]. （原始内容存档于2016-06-03）.
19. ↑  Mitrofanov, I. et 11 al.; Anfimov; Kozyrev; Litvak; Sanin; Tret'Yakov; Krylov; Shvetsov; Boynton; Shinohara; Hamara; Saunders. . Science. 2004, 297 (5578): 78–81. Bibcode:2002Sci...297...78M. PMID 12040089. S2CID 589477. doi:10.1126/science.1073616.
20. ↑  Horneck, G. . Acta Astronautica. 2008, 63 (7–10): 1015–1024. Bibcode:2008AcAau..63.1015H. doi:10.1016/j.actaastro.2007.12.002.
21. ↑  Morris, R.V. et 16 al.; Klingelhöfer; Bernhardt; Schröder; Rodionov; De Souza; Yen; Gellert; Evlanov; Foh; Kankeleit; Gütlich; Ming; Renz; Wdowiak; Squyres; Arvidson. . Science. 2004, 305 (5685): 833–6. Bibcode:2004Sci...305..833M. PMID 15297666. S2CID 8072539. doi:10.1126/science.1100020.
22. ↑  . BBC News. 2008-06-27  [2008-08-07]. （原始内容存档于2011-08-21）.
23. ↑  Chang, Alicia. . USA Today. Associated Press. 2008-08-05  [2008-08-07]. （原始内容存档于2011-08-21）.
24. ↑  . JPL.   [2008-08-05]. （原始内容存档于2017-05-22）.
25. ↑  Certini, G; Scalenghe, R; Amundson, R. . European Journal of Soil Science. 2009, 60 (6): 1078–1092  [2021-09-08]. doi:10.1111/j.1365-2389.2009.01173.x. （原始内容存档于2021-04-13）.
26. ↑  L. W. Beegle; G. H. Peters; G. S. Mungas; G. H. Bearman; J. A. Smith; R. C. Anderson.  (PDF). Lunar and Planetary Science XXXVIII. 2007  [2014-04-28]. （原始内容存档 (PDF)于2016-03-03）.
27. ↑  Satherley, Dan. . 3 News. 2012-12-04  [2012-12-04]. （原始内容存档于2014-03-09）.
28. ↑  Lieberman, Josh. . iSciencetimes. September 26, 2013  [September 26, 2013]. （原始内容存档于2017-06-23）.
29. ↑  Leshin, L. A.; Cabane, M.; Coll, P.; Conrad, P. G.; Archer, P. D.; Atreya, S. K.; Brunner, A. E.; Buch, A.; Eigenbrode, J. L.; Flesch, G. J.; Franz, H. B.; Freissinet, C.; Glavin, D. P.; McAdam, A. C.; Miller, K. E.; Ming, D. W.; Morris, R. V.; Navarro-Gonzalez, R.; Niles, P. B.; Owen, T.; Pepin, R. O.; Squyres, S.; Steele, A.; Stern, J. C.; Summons, R. E.; Sumner, D. Y.; Sutter, B.; Szopa, C. . Science. September 27, 2013, 341 (6153): 1238937. Bibcode:2013Sci...341E...3L. PMID 24072926. S2CID 206549244. doi:10.1126/science.1238937.
30. 1 2  Grotzinger, John. . Science. September 26, 2013, 341 (6153): 1475. Bibcode:2013Sci...341.1475G. PMID 24072916. doi:10.1126/science.1244258 .
31. ↑  Neal-Jones, Nancy; Zubritsky, Elizabeth; Webster, Guy; Martialay, Mary. . NASA. September 26, 2013  [September 27, 2013]. （原始内容存档于2019-05-02）.
32. 1 2  Webster, Guy; Brown, Dwayne. . NASA. September 26, 2013  [September 27, 2013]. （原始内容存档于2019-05-02）.
33. ↑  Chang, Kenneth. . New York Times. October 1, 2013  [October 2, 2013]. （原始内容存档于2019-05-02）.
34. 1 2  Meslin, P.-Y.; Forni, O.; Schroder, S.; Cousin, A.; Berger, G.; Clegg, S. M.; Lasue, J.; Maurice, S.; Sautter, V.; Le Mouelic, S.; Wiens, R. C.; Fabre, C.; Goetz, W.; Bish, D.; Mangold, N.; Ehlmann, B.; Lanza, N.; Harri, A.- M.; Anderson, R.; Rampe, E.; McConnochie, T. H.; Pinet, P.; Blaney, D.; Leveille, R.; Archer, D.; Barraclough, B.; Bender, S.; Blake, D.; Blank, J. G.;  et al. . Science. 2013-09-26, 341 (6153): 1238670  [2013-09-27]. Bibcode:2013Sci...341E...1M. CiteSeerX 10.1.1.397.5426 . PMID 24072924. S2CID 7418294. doi:10.1126/science.1238670. （原始内容存档于2015-11-07）.
35. ↑  Stolper, E.M.; Baker, M.B.; Newcombe, M.E.; Schmidt, M.E.; Treiman, A.H.; Cousin, A.; Dyar, M.D.; Fisk, M.R.; Gellert, R.; King, P.L.; Leshin, L.; Maurice, S.; McLennan, S.M.; Minitti, M.E.; Perrett, G.; Rowland, S.; Sautter, V.; Wiens, R.C.; MSL ScienceTeam, O.; Bridges, N.; Johnson, J. R.; Cremers, D.; Bell, J. F.; Edgar, L.; Farmer, J.; Godber, A.; Wadhwa, M.; Wellington, D.; McEwan, I.;  et al.  (PDF). Science. 2013, 341 (6153): 1239463  [2021-09-08]. Bibcode:2013Sci...341E...4S. PMID 24072927. S2CID 16515295. doi:10.1126/science.1239463. （原始内容存档 (PDF)于2021-08-11）.
36. 1 2  Good, Andrew. . NASA. 2019-04-11  [2019-04-12]. （原始内容存档于2020-11-30）.
37. ↑  Certini, Giacomo; Karunatillake, Suniti; Zhao, Yu-Yan Sara; Meslin, Pierre-Yves; Cousin, Agnes; Hood, Donald R.; Scalenghe, Riccardo. . Earth & Planetary and Space Science. 2020, 186: 104922. Bibcode:2020P&SS..18604922C. doi:10.1016/j.pss.2020.104922.
38. ↑  Wall, Mike. . Space.com. 2018-06-12  [2018-06-13]. （原始内容存档于2019-10-01）.
39. 1 2  Cantor, B. . Icarus. 2007, 186 (1): 60–96. Bibcode:2007Icar..186...60C. doi:10.1016/j.icarus.2006.08.019.
40. 1 2  Claudin, P; Andreotti, B. . Earth and Planetary Science Letters. 2006, 252 (1–2): 30–44. Bibcode:2006E&PSL.252...30C. S2CID 13910286. arXiv:cond-mat/0603656 . doi:10.1016/j.epsl.2006.09.004.
41. ↑  Sullivan, R.; Arvidson, R.; Bell, J. F.; Gellert, R.; Golombek, M.; Greeley, R.; Herkenhoff, K.; Johnson, J.; Thompson, S.; Whelley, P.; Wray, J. . Journal of Geophysical Research. 2008, 113 (E6): E06S07. Bibcode:2008JGRE..113.6S07S. doi:10.1029/2008JE003101 .
42. ↑  Hamilton, Victoria E.; McSween, Harry Y.; Hapke, Bruce. . Journal of Geophysical Research. 2005, 110 (E12): E12006. Bibcode:2005JGRE..11012006H. CiteSeerX 10.1.1.579.2798 . doi:10.1029/2005JE002501.
43. ↑  Goetz et al. (2007), Seventh Mars Conference （页面存档备份，存于）
44. ↑  Goetz, W; Bertelsen, P; Binau, Cs; Gunnlaugsson, Hp; Hviid, Sf; Kinch, Km; Madsen, De; Madsen, Mb; Olsen, M; Gellert, R; Klingelhöfer, G; Ming, Dw; Morris, Rv; Rieder, R; Rodionov, Ds; De Souza, Pa Jr; Schröder, C; Squyres, Sw; Wdowiak, T; Yen, A. . Nature. Jul 2005, 436 (7047): 62–5. Bibcode:2005Natur.436...62G. ISSN 0028-0836. PMID 16001062. S2CID 10341702. doi:10.1038/nature03807.
45. ↑  Edgett, Kenneth S. . Journal of Geophysical Research. 2002, 107 (E6): 5038. Bibcode:2002JGRE..107.5038E. doi:10.1029/2001JE001587. hdl:2060/20010069272 .
46. ↑  Lemmon, Mt; Wolff, Mj; Smith, Md; Clancy, Rt; Banfield, D; Landis, Ga; Ghosh, A; Smith, Ph; Spanovich, N; Whitney, B; Whelley, P; Greeley, R; Thompson, S; Bell, Jf 3Rd; Squyres, Sw. . Science. Dec 2004, 306 (5702): 1753–6. Bibcode:2004Sci...306.1753L. ISSN 0036-8075. PMID 15576613. S2CID 5645412. doi:10.1126/science.1104474.
47. ↑  Ojha, Lujendra; Lewis, Kevin; Karunatillake, Suniti; Schmidt, Mariek. . Nature Communications. 2018-07-20, 9 (2867 (2018)): 2867. Bibcode:2018NatCo...9.2867O. PMC 6054634 . PMID 30030425. doi:10.1038/s41467-018-05291-5 .
48. ↑  . Orbitec.   [2014-04-27]. （原始内容存档于2014-04-28）.
49. ↑  Kooser, Amanda. . CNET. 2019-06-12  [2019-06-16]. （原始内容存档于2021-04-14）.
50. ↑  Samson, Diane. . TechTimes.com. 2019-06-16  [2019-06-16]. （原始内容存档于2020-11-08）.